# 오토 노이라트
오토 노이라트(Otto Neurath, 1882년 12월 10일 ~ 1945년 12월 22일)는 오스트리아의 과학 철학자이자, 사회학자, 정치 경제학자이다. 오스트리아 빈에서 태어났다. 논리실증주의 운동의 지도자로서, 빈 학파 중에서 사회 과학에 관심을 가진 유일한 인물이었다. 교통 표지에 사용되는 그림 글씨처럼 시각화된 언어인 아이소타이프를 연구하였다.